# William Douglas, 6. Earl of Douglas

Wappen des William Douglas, 6. Earl of Douglas

William Douglas, 6. Earl of Douglas (* um 1424; † 24. November 1440 in Edinburgh) war ein schottischer Adliger sowie französischer Titular-Herzog von Touraine.

## Leben
William Douglas war der älteste Sohn des Archibald Douglas, 5. Earl of Douglas und dessen Frau Lady Euphemia Graham († um 1469), Tochter des Patrick Graham und der Euphemia Stewart, 2. Countess of Strathearn and Caithness. In jungen Jahren wurde er 1430 bei der Taufe der Zwillingssöhne König Jakobs I. zum Ritter geschlagen. Um 1437 wurde William mit Jean Lindsay († um 1483), Tochter des David Lindsay, 3. Earl of Crawford, verlobt, womit ein Bündnis zwischen den Magnatenfamilien Douglas und Lindsay begründet wurde. Die Ehe wurde spätestens 1440 geschlossen. Er war noch minderjährig, als er seinem Vater 1439 als 6. Earl of Douglas, 3. Duc de Touraine und 2. Comte de Longueville folgte.
Der junge Earl wurde Opfer einer Intrige am Hofe des zehnjährigen Königs Jakob II. William und sein jüngerer Bruder David, der zu dieser Zeit noch ein Kind war, wurden nach Edinburgh Castle eingeladen. Dort wurde beiden zum Abendessen ein schwarzer Bullenkopf serviert, was als Zeichen des bevorstehenden Todes zu deuten war. Sie wurden unmittelbar darauf enthauptet. Diese Episode ging als „Black Dinner“ in die schottische Geschichte ein.
William hinterließ keine Kinder. Den Titel Earl of Douglas erbte sein Großonkel James the Gross, 1. Earl of Avondale, seine französischen Titel erloschen.